# Hardcore (Breakbeat)
Der Begriff Hardcore bezeichnet in der elektronischen Tanzmusik die zwischen 1990 und 1993 in Großbritannien populäre breakbeatlastige Tanzmusik. Hardcore war dabei ein wesentlicher Bestandteil der Rave Music.
Neben Hardcore werden für dieses Genre zur Abgrenzung zu anderen Hardcorestilen eine Reihe von anderen Bezeichnungen verwendet, die meist auch auf die britische Herkunft hinweisen: Beispielsweise Breakbeat Hardcore, UK Hardcore, British Hardcore, Breakbeat Techno oder UK Breakbeat.
Der Begriff Hardcore findet sich im Zusammenhang mit britischer Breakbeatmusik auch in vielen Breakbeat-Tracks dieser Zeit. Beispiele sind „Hardcore Massif!“ (1991) von Carl Cox oder auch „Hardcore Will Never Die“ und „Funky Hardcore“ (beide 1992) des Produzenten Q-Bass (Dan Donnelly).
Ein Hardcore-Act war The Prodigy. Die ursprünglich in der Ravekultur verwurzelten Künstler veröffentlichten 1992 ihr Debütalbum „Experience“, das stilistisch dem Hardcore zuzuordnen ist. Beginnend mit ihrem Folgealbum entwickelten sie jedoch einen völlig eigenständigen Sound, der mit „The Fat Of The Land“ seinen Höhepunkt erreichen sollte. Dabei vermischte man Elemente des Hardcore mit Big Beat.
Bereits in den frühen 1990ern spaltete sich die Hardcore-Szene in zwei verschiedene Richtungen: Der fröhliche Happy Hardcore (nicht zu verwechseln mit dem gleichnamigen Begriff für fröhlichen Hardcore Techno) auf der einen Seite und die weiterhin Breakbeat-lastigen Stile Jungle sowie Drum and Bass auf der anderen Seite. Während Hardcore und (breakbeatlastiger) Happy Hardcore über die Jahre an Popularität verlor, entledigte sich Drum and Bass im Laufe der Jahre sowohl musikalisch als auch namentlich seiner Hardcore-Wurzeln. Gewisse Elemente des Hardcores finden sich auch in neueren Breakbeatstilen wie Big Beat oder Nu-Skool Breaks wieder.

## Stiltypische Tracks
- 4-MEGA - Drop This
- The Prodigy - Out Of Space
- Blame - Music Takes You
- DJ Eruption - I Need Somebody
- DJ Eruption - Rescue Me
- Ruff Rider - Move Ya Bod
- SY & Unknown - Moments In Time
- Sound Corp - Dream Finder
- T99 - Anasthasia (Who’s That Beat?, 1991)[3]
- Quadrophonia - Quadrophonia (Streetbeats, 1990)[4]